# Dervio
Dervio là một đô thị trong tỉnh Lecco, trong vùng Lombardia của Ý, located on the eastern shore of Lake Como, about 70 kilômét (43 mi) về phía bắc của Milan và khoảng 25 kilômét (16 mi) về phía tây bắc của Lecco. Tại thời điểm ngày 31 tháng 12 năm 2004, đô thị này có dân số 2.743 người và diện tích là 11.7 km².
Đô thị Dervio có các frazione (subdivision) Corenno Plinio.
Dervio giáp các đô thị: Bellano, Cremia, Dorio, Introzzo, Pianello del Lario, San Siro, Sueglio, Tremenico, Vendrogno, Vestreno.